# Rustenburg (Afrique du Sud)
Pour les articles homonymes, voir Rustenburg.
Rustenburg (« ville du repos » en afrikaans) est une ville de la province du Nord-Ouest, dans la région ouest du Transvaal, en Afrique du Sud. Elle est l'une des neuf villes (dix stades dans neuf villes différentes) qui accueillirent la Coupe du monde de football de 2010 et elle figura à nouveau parmi les cinq villes qui accueillirent la Coupe d'Afrique de Football en 2013.
Troisième plus ancienne ville du Transvaal, elle est située à 110 km de Pretoria.

## Démographie
Selon le recensement de 2011, la commune de Rustenburg compte 104 612 habitants, majoritairement noirs (52,84 % % habitants) devant les blancs (40,44 %) et les indo-asiatiques (3,30 %). 
La langue maternelle majoritairement utilisé est l'afrikaans (41,17 %) devant le Setswana (27,86 %).

## Quartiers
La ville se divise en 16 secteurs : les quartiers résidentiels majoritairement blancs de Boschdal, de Cashan, de Protea Park, de Rustenburg Oos-Einde, de Safari Tuine, de Waterval East ainsi que le centre-ville de Rustenburg SP, les quartiers majoritairement noirs et coloureds de Rustenburg Nord, Geelhoutpark et Karlienpark, le centre de services correctionnel de Rustenburg, la zone industrielle, la réserve naturelle de Rustenburg, la mine de platine de Rustenburg, la zone rurale de Rustenburg, et le quartier indien de Zinniaville.

## Histoire

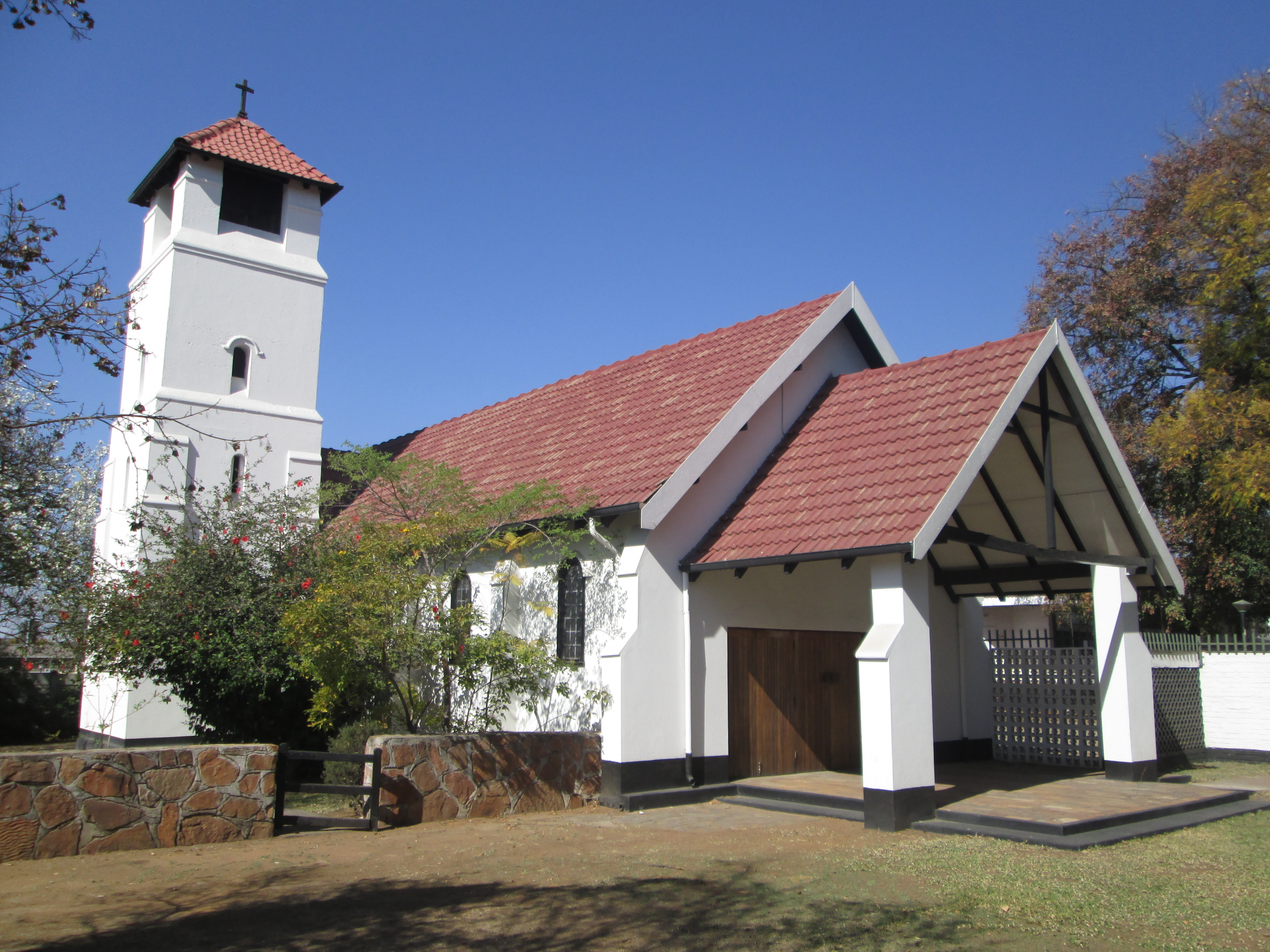
Église anglicane au coin de Oliver Tambo et Beyers Naude Dr (Van Staden Street).

La ville de Rustenburg fut fondée par les Boers en 1851. Elle est même pendant très peu de temps la capitale de la République sud-africaine du Transvaal. Le commandement du district est alors aux mains de Paul Kruger, homme fort de la région et plus tard président de la République sud-africaine du Transvaal.
Une garnison britannique fut l'objet du siège de Rustenburg lors de la Première Guerre des Boers de 1880 à 1881.

## Industrie
Au XXe siècle, la région de Rustenburg se révèle riche en platine, chrome, granit (dans une moindre mesure de pyrite) et leur exploitation assure le développement de la ville tout comme les plantations de tabac.
L'irrigation de la ville, dont les avenues sont parsemées de jacarandas, et des mines est assuré par trois barrages hydrauliques majeurs.

## Tourisme

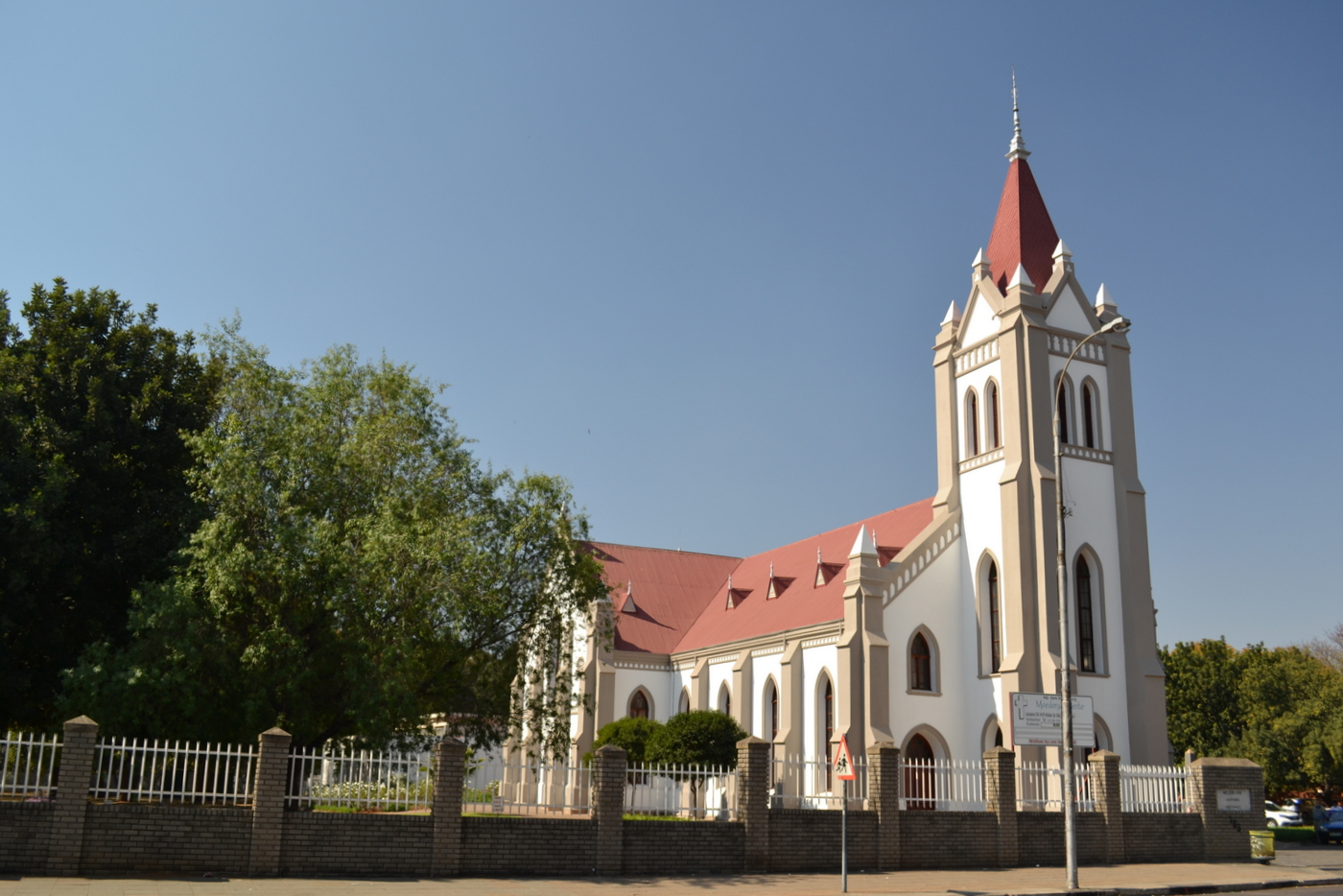
Église réformée hollandaise (1898-1903) sur Fatima Bhayat St (plein Street).

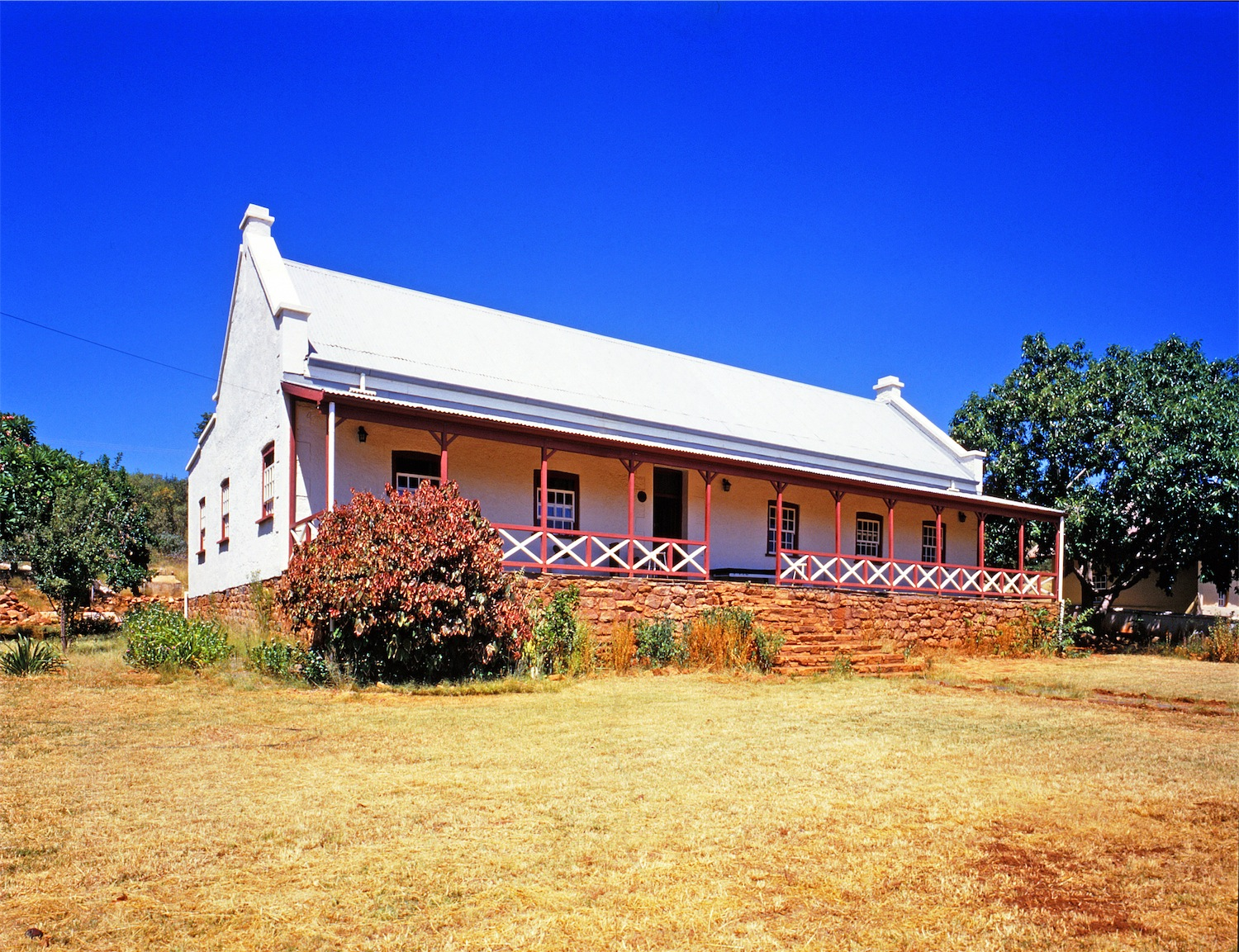
Boekenhoutfontein, la ferme de Paul Kruger à Rustenburg.

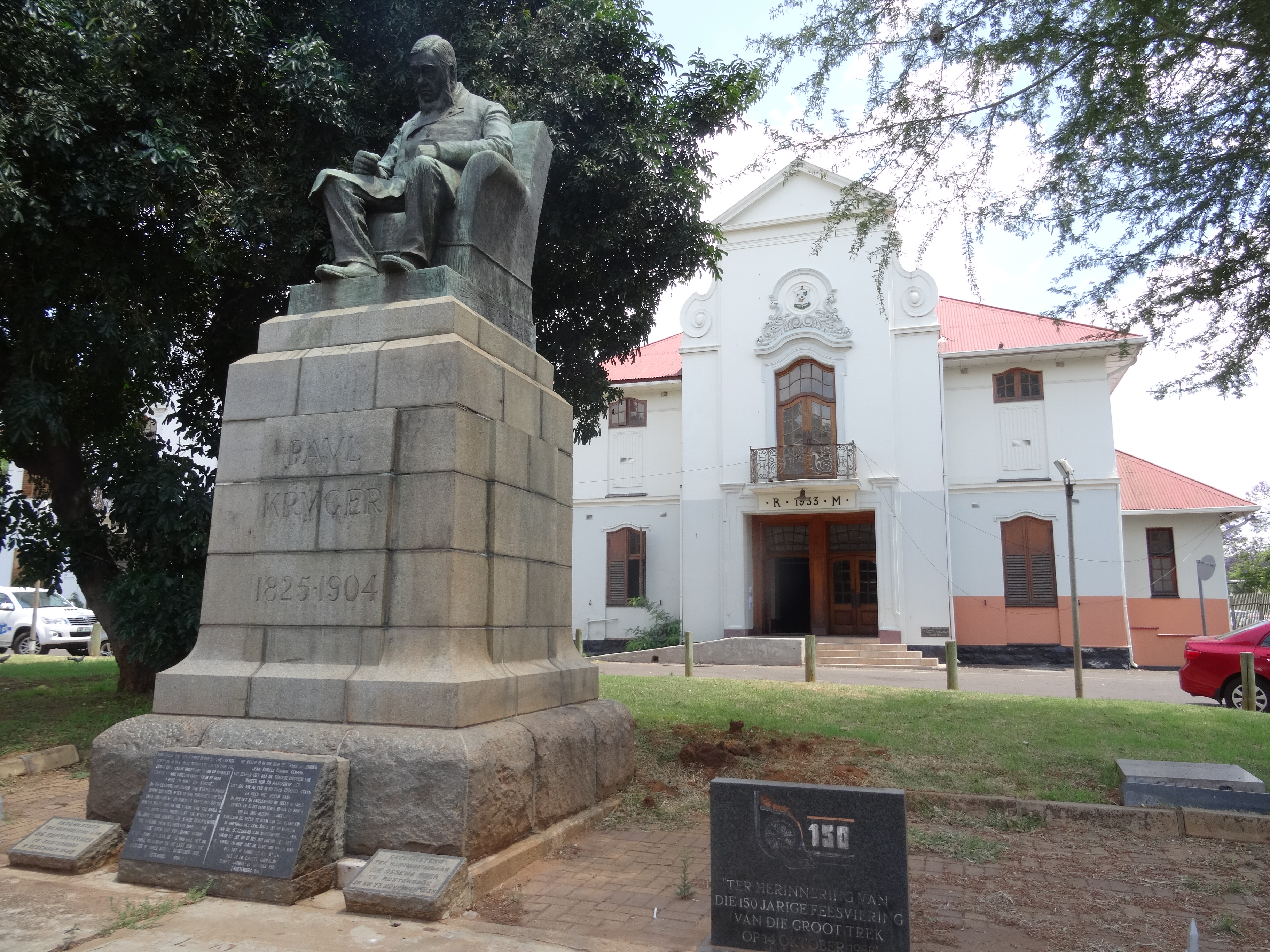
Statue de Paul Kruger, réalisée par le sculpteur français Jean Archard (1871-1934), située devant le vieil hôtel de ville de Rustenburg.

Rustenburg présente un certain nombre de monuments historiques[pas clair] et de lieux touristiques :
- L'église réformée de la ville de style néo-gothique a été construite de 1898 à 1903. Inscrite à l'inventaire sud-africain du patrimoine national, elle servit d'hôpital militaire durant la Seconde Guerre des Boers.
- L'église anglicane (sur Beyers Naude Dr, ancienne Van Staden Street) date de 1870 et est l'une des plus anciennes du Transvaal. Inscrite à l'inventaire sud-africain du patrimoine national, elle a été déconstruite et reconstruite sur le site actuel en 1967. Près de l'église anglicane se trouve un petit cimetière où repose les soldats britanniques morts durant les batailles de Buffelspoort, Moedswil, Koster River et Olifantsnek.
- L'hôtel de ville qui abrite également le musée de Rustenburg consacré à l'histoire locale.
- La statue en bronze sur socle en pyrite sculptée représentant Paul Kruger assis, réalisée par le sculpteur français Jean Achard, se dresse devant l'hôtel de ville depuis 1921.
- Le parc Paul Bodenstein.
- L'église luthérienne de Kroondal (1896), monument national.
- Hervormende Church Square (croisement entre Plein et Pretorius Streets), la place où Hendrik Potgieter et Andries Pretorius ont mis fins à leur antagonisme politique, épargnant une guerre civile entre les Boers.
- La statue d'une fille voortrekker, en face de l'église de Hervormde, symbolisant la lumière de la chrétienté.
- L'église réformée hollandaise (1898).
- Saulspoort, au nord de la ville, est la plus ancienne mission de l'église réformée au Transvaal.

À 20 km de Rustenburg, vers l’ouest, se situe Boekenhoutfontein, la ferme du président de la République sud-africaine du Transvaal, Paul Kruger, comprenant la plus ancienne maison de pionnier du grand Trek au Transvaal (1841), la première maison de Kruger (1865), sa résidence principale de style boer et la maison de son fils, Pieter (1892). 
Rustenburg est au cœur de la région touristique des montagnes du Magaliesberg. La réserve naturelle de Rustenburg s'étend sur 4 250 hectares et compte bon nombre d'espèces végétales endémiques à la région. 
Non loin, le complexe de Sun City et le parc national de Pilanesberg, situé dans le cratère d'un volcan éteint, restent les principales attractions touristiques de la région et de la province du Nord-Ouest.

## Personnalités nées à Rustenburg
- Pieter Gert Wessel Grobler (1873-1942), né à Boekenhoutfontein et premier député en 1910 de la circonscription de Rustenburg au sein de l'Union sud-africaine
- Nicky Marais (1962-), artiste plasticienne
- Pik Botha (1932-2018), homme politique sud-africain

## Odonymie
| Noms d'origine                                | Noms de rues modifiés à partir des années 2000. |
| --------------------------------------------- | ----------------------------------------------- |
| Plein Street                                  | Fatima Bhayat Street                            |
| Malan Street                                  | Bethlehem Drive                                 |
| Van Zyl Street Kroep Street                   | Oliver Tambo Drive                              |
| Van Staden Street                             | Nelson Mandela Street                           |
|                                               | President Mbeki Drive                           |
| Burger street Wolmarans street (centre-ville) | Beyers Naude Street                             |